# Ciénega de Horcones
Ciénega de Horcones es un ejido del Municipio de Bacerac ubicado en el noreste del estado mexicano de Sonora, cercano al límite divisorio con el estado de Chihuahua, en la zona de la Sierra Madre Occidental. El ejido es la cuarta localidad más poblada del municipio, ya que según los datos del Censo de Población y Vivienda realizado en 2010 por el INEGI, Ciénega de Horcones cuenta con 30 habitantes. Fue fundado en 1900, pero su primer registro como localidad, fue en el evento censal del año de 1940.

## Historia
La comunidad fue fundada por un hombre alemán en el año de 1900, sin ser catalogada como una localidad, sino como un simple asentamiento particular, en el cual, había establecido su casa, que la construyó cerca de una ciénega (humedal), entonces en temporada de lluvias la ciénega destruyó la casa de este residente al inundarse el lugar y quedaron a la vista sólo los horcones de lo que había sido la edificación. Desde entonces, comenzó a llegar más gente al lugar, la mayoría procedente de Chihuahua.

## Geografía
Véase también: Geografía del Municipio de Bacerac.
Ciénega de Horcones se localiza bajo las coordenadas geográficas 30°11′53″ de latitud norte y 108°37′12 de longitud oeste del meridiano de Greenwich, a una elevación media de 2,109 metros sobre el nivel del mar, siendo una de las localidades más altas en el estado, ya que se sitúa en las serranías de la Sierra Madre Occidental y a escasos metros del límite divisorio con el estado de Chihuahua. Cerca del ejido hay varias serranías como la de Madera, Huachinera, de Dos Cabezas, Tashuinora, y en los límites con el estado de Chihuahua, la sierra Azul.

### Flora y fauna
La flora es mayormente comprendida por bosques de encino, pinos, huatas, mientras que otros como los árboles de manzana y durazno son relativamente pocos, así como considerables cantidades de orégano en los alrededores.
La fauna está constituida por caballos, mulas, jabalíes, osos, zorras y entre otros.

## Demografía
Según el Censo de Población y Vivienda de 2020 realizado por el Instituto Nacional de Estadística y Geografía (INEGI), Ciénega de Horcones tiene 30 habitantes, de los cuales 18 son hombres y 12 son mujeres, contando con un total de 18 viviendas habitadas.

### Instituciones educativas
En el ejido hay tres instituciones educativas, todas de carácter público y administradas por el estado:
- Un jardín de niños comunitario;[11][12]
- La escuela primaria "Nueva Creación";[13]
- La telesecundaria #352.[14]

### Población histórica
Evolución de la cantidad de habitantes desde el evento censal del año 1940:
| Año           | 1940 | 1950 | 1960 | 1970 | 1980 | 1990 | 1995 | 2000 | 2005 | 2010 | 2020 |
| Población     | 32   | 47   | 360  | 191  | 122  | 37   | 71   | 117  | 108  | 95   | 30   |
| Fuente: INEGI |      |      |      |      |      |      |      |      |      |      |      |

## Cultura
La vestimenta de los residentes de la localidad son prendas gruesas, debido a las bajas temperaturas de la zona, ya que se encuentra en las regiones más altas de la Sierra Madre, utilizan zapatos de tipo industrial para trasladarse y moverse mejor en las serranías y para evitar la picadura o mordedura de algún animal.

### Religión
El 100% de la población es devota a la santa patrona del lugar, la virgen de Fátima, y cada año el 13 de mayo, emprenden un viaje para llevar cargando a la virgen a la comunidad más cercana del vecino estado de Chihuahua.

## Gobierno
Véase también: Gobierno del Municipio de Bacerac.
Ciénega de Horcones es una de las 10 localidades en las que se conforma el Municipio de Bacerac, y su sede de gobierno se ubica en la cabecera municipal, el pueblo de Bacerac, cuyo ayuntamiento municipal está integrado por un presidente municipal, un síndico, 3 regidores de mayoría relativa y 2 de representación proporcional, electos cada tres años. Debido a la cercanía con la cabecera, no es necesario que haya una representante auxiliar designado para esta localidad.